# Royères
Royères is een gemeente in het Franse departement Haute-Vienne (regio Nouvelle-Aquitaine) en telt 915 inwoners (2017). De plaats maakt deel uit van het arrondissement Limoges.

## Geografie
De oppervlakte van Royères bedraagt 17,4 km², de bevolkingsdichtheid is 53 inwoners per km².

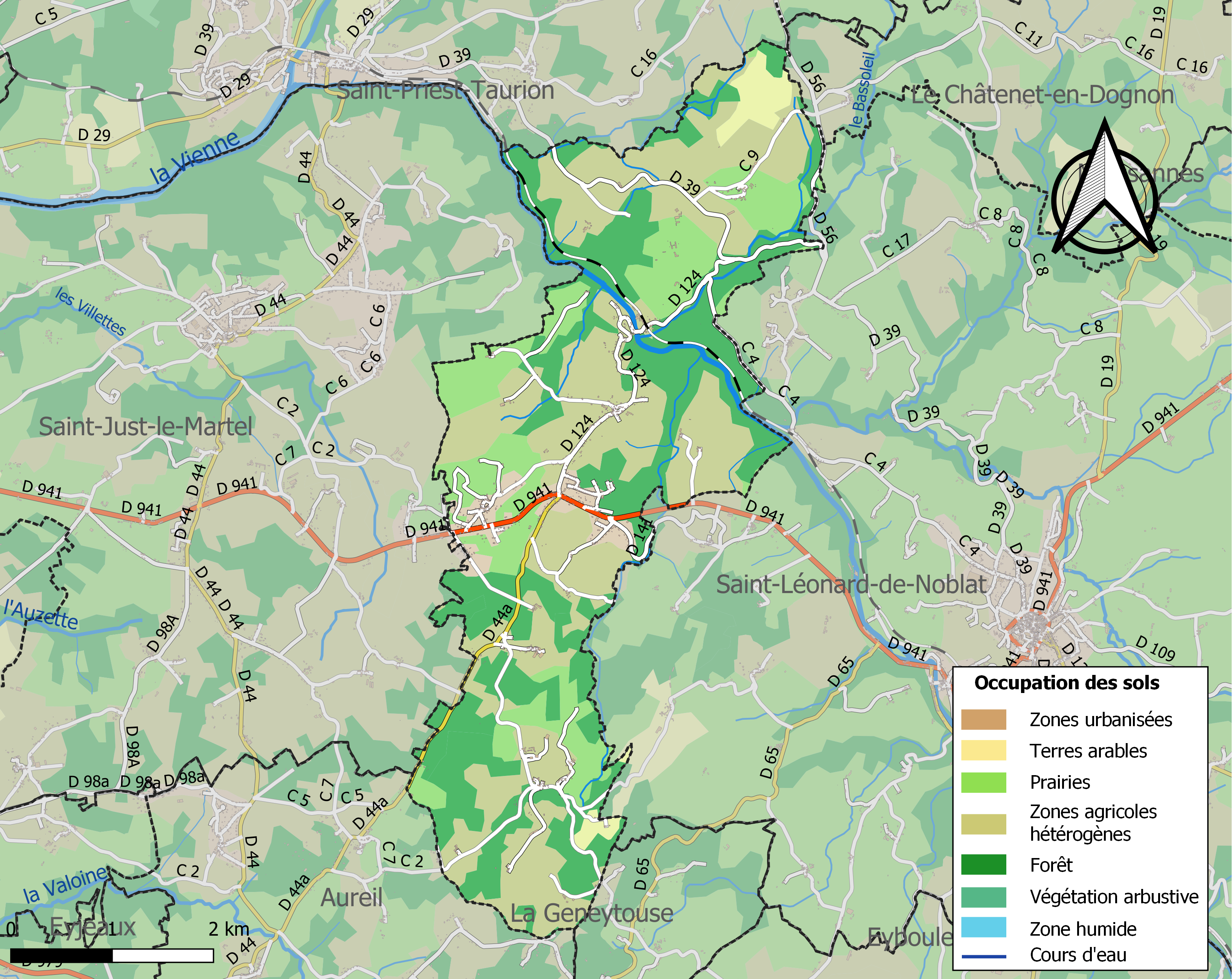
Kaart van de gemeente met de belangrijkste infrastructuur, bodemgebruik en omliggende gemeenten

## Verkeer
In de gemeente ligt de spoorweghalte Brignac.

## Demografie
Onderstaande figuur toont het verloop van het inwonertal (bron: INSEE-tellingen).

## Geboren in Royères
- Bernard Gui (1261/1262-1331), middeleeuws dominicaans inquisiteur en bisschop